# Bendungan Saguling
Bendungan Saguling är en dammbyggnad i Indonesien.   Den ligger i provinsen Jawa Barat, i den västra delen av landet, 100 km sydost om huvudstaden Jakarta. Bendungan Saguling ligger 646 meter över havet.
Terrängen runt Bendungan Saguling är kuperad åt nordväst, men åt sydost är den platt. Terrängen runt Bendungan Saguling sluttar norrut.Runt Bendungan Saguling är det mycket tätbefolkat, med 1 177 invånare per kvadratkilometer. Närmaste större samhälle är Cimahi, 19,9 km öster om Bendungan Saguling. Trakten runt Bendungan Saguling består huvudsakligen av våtmarker.